# Ersparnisanstalt Schwerin

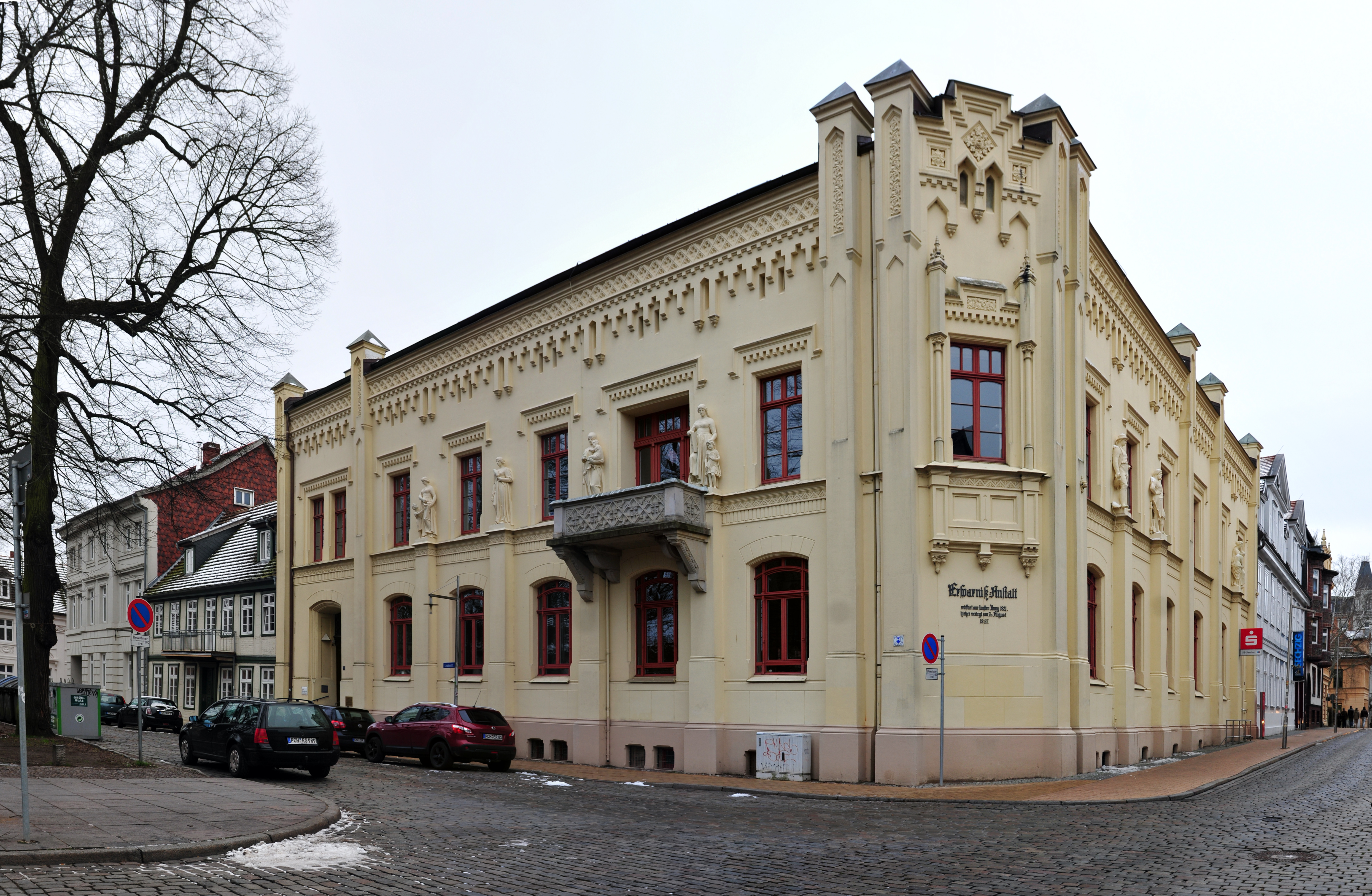
Ehem. Ersparnisanstalt

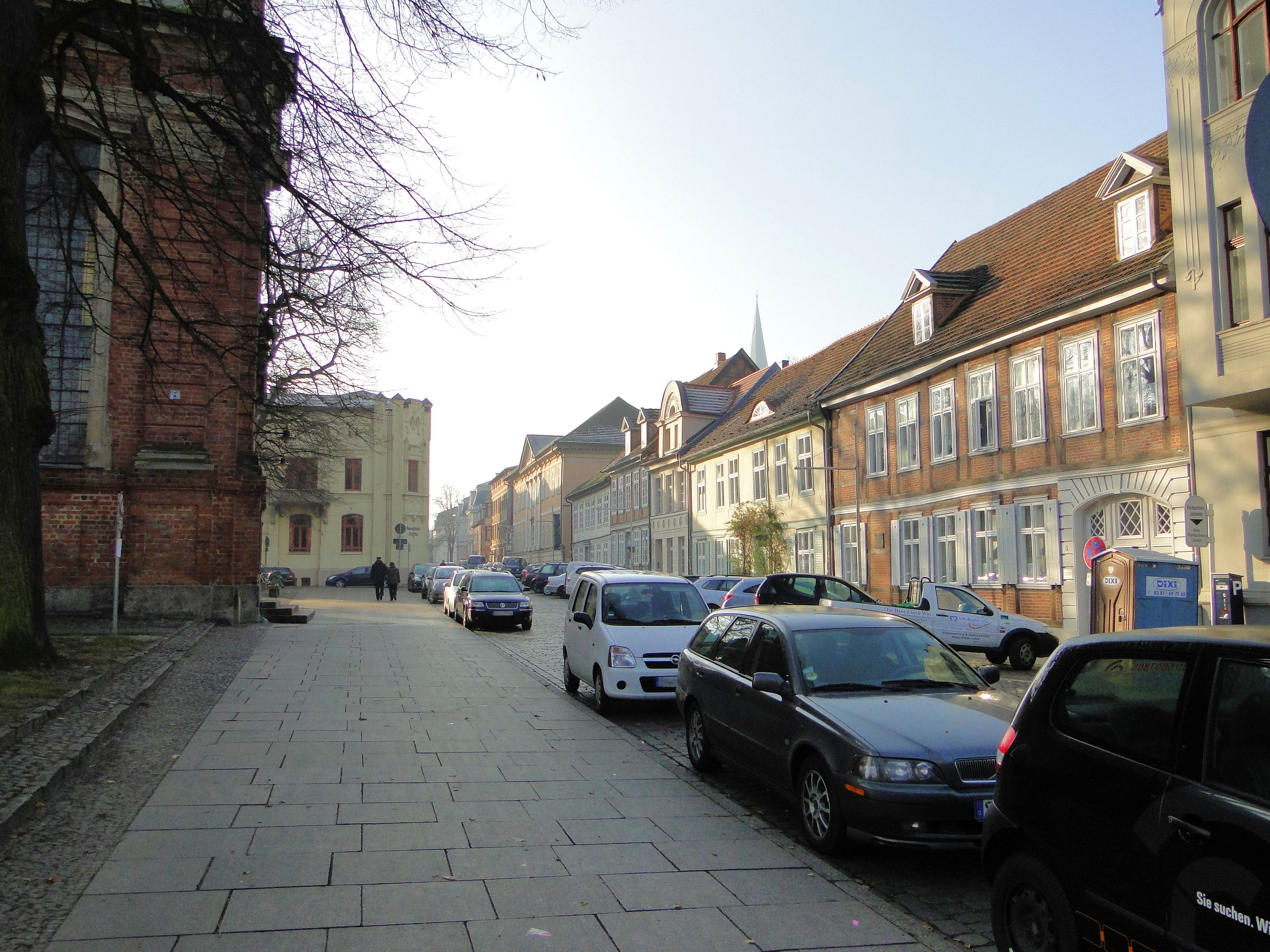
Puschkinstraße: Schelfkirche, das Gebäude, Westseite

Das Gebäude der Ersparnisanstalt Schwerin in Schwerin, Stadtteil Schelfstadt, Puschkinstraße 2/4, Ecke Lindenstraße 1 am Platz mit der Schelfkirche, ist ein Baudenkmal in Schwerin.

## Geschichte

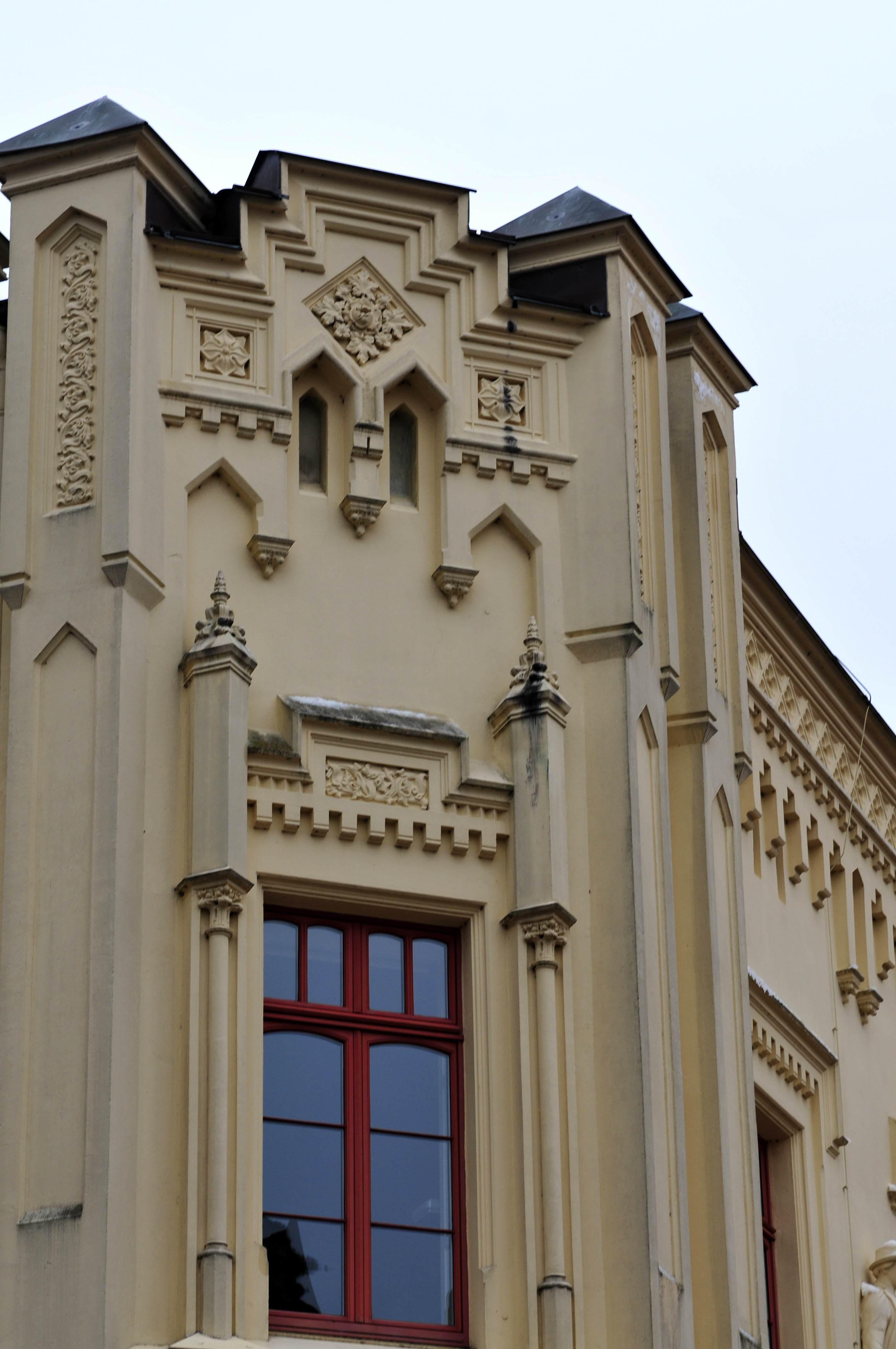
Ecke: oberer Teil

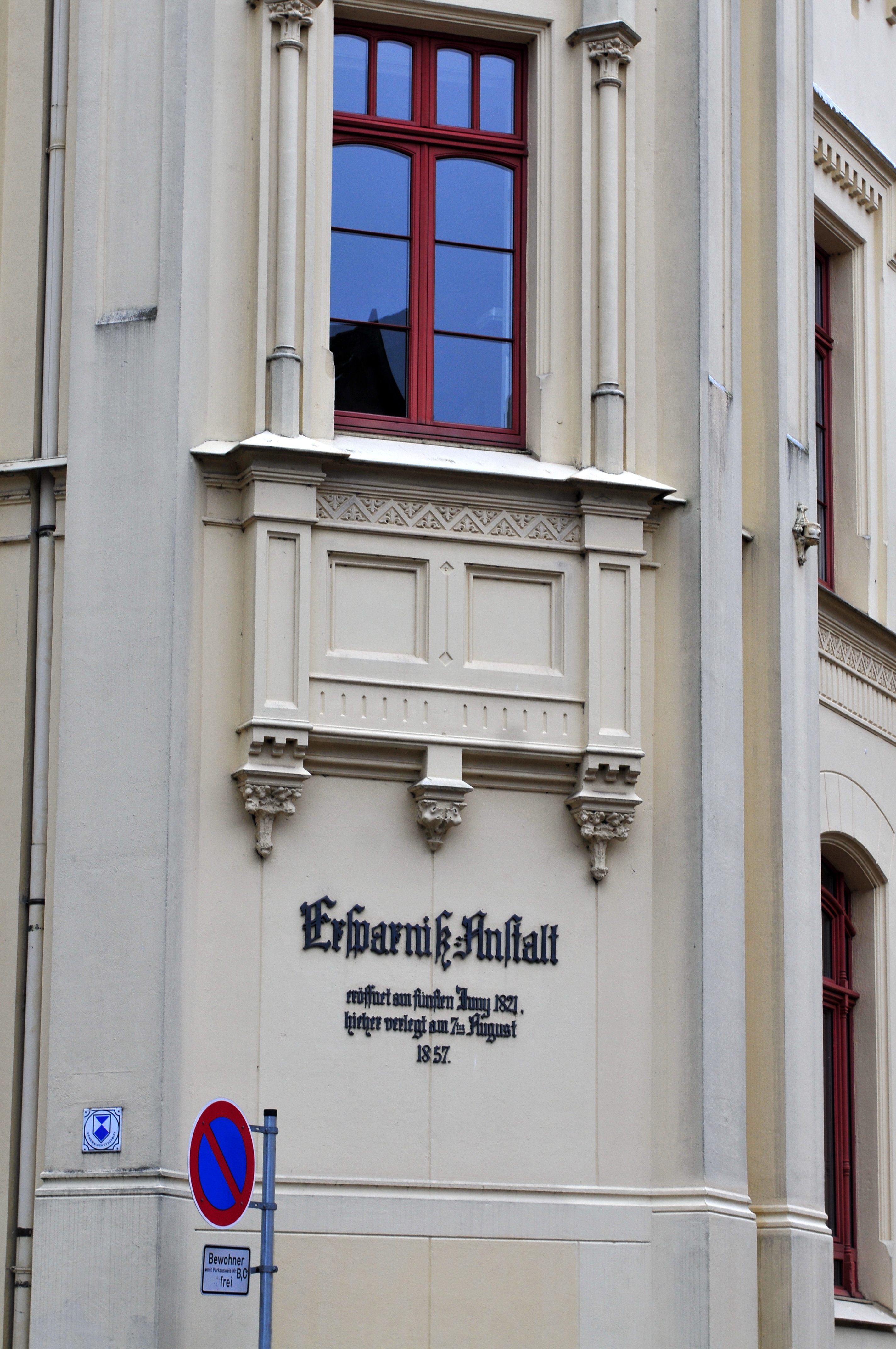
Ecke: mittlerer Teil

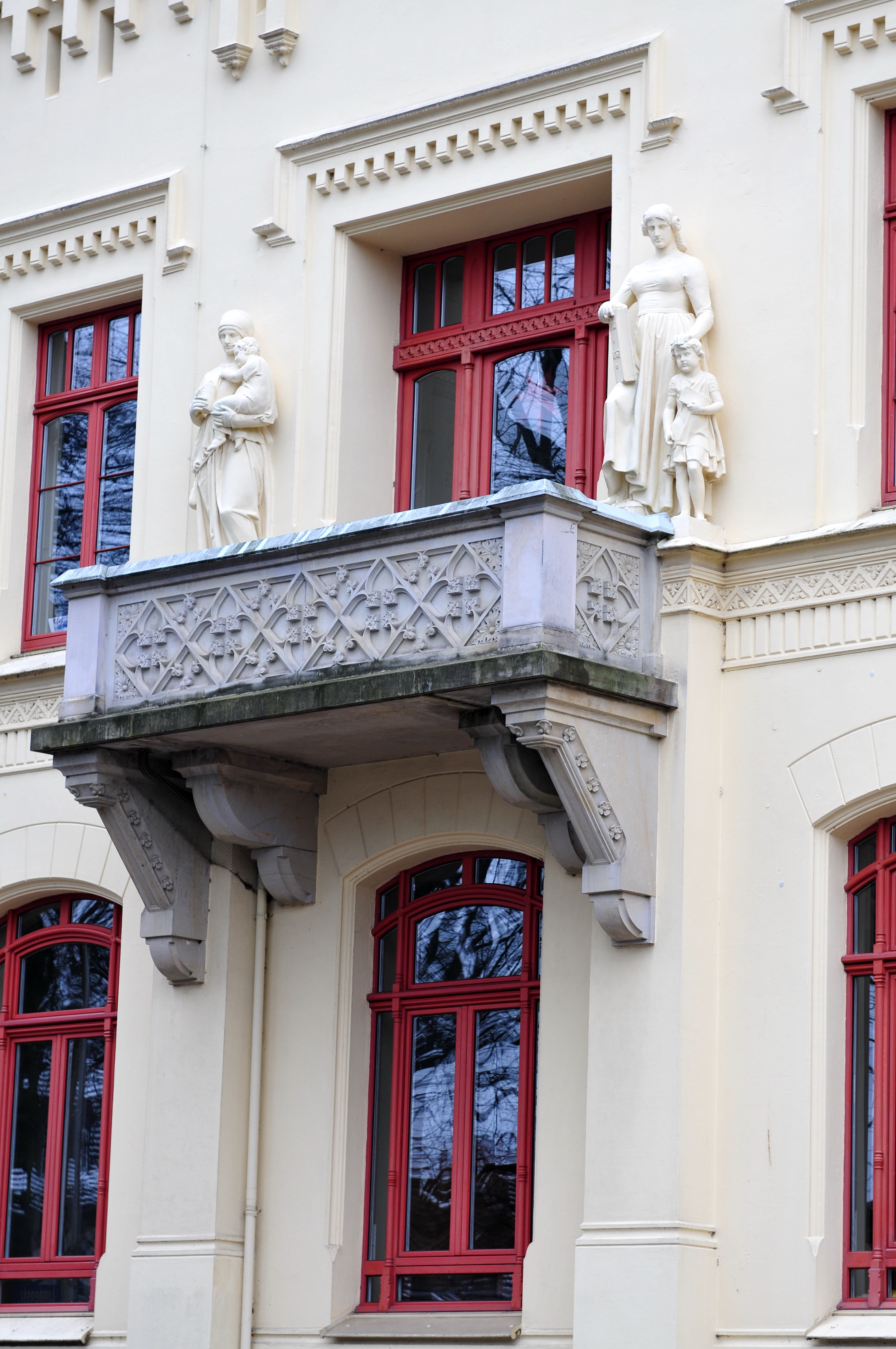
Balkon zur Lindenstraße

Die Schelfstadt, ursprünglich die Schelfe, seit 1349 auch Neustadt, entwickelte sich seit dem 11. Jahrhundert als zunächst selbstständiger Ort und ab 1705 als Stadt. Es entstanden im frühen 18. Jahrhundert auf der Schelfe Fachwerkhäuser und Palais von adligen Familien und die Schelfkirche.
1821 gründete sich das erste Geldinstitut in Schwerin, die Ersparnisanstalt als Verein mit einem Privileg des Großherzogtums; die erste Satzung unterzeichnete Großherzog Friedrich Franz I. Die Initiative dazu hatte der Justizrat Wilhelm von Schack. Sie diente dem Zweck, weniger Begüterten die Möglichkeit zu geben, ihre Ersparnisse „vorteilhaft zu nutzen“. Daraus wurde die Sparkasse Mecklenburg-Schwerin. Die Kasse war im Gebäude des Hofmarschallamts (Schloßstraße) untergebracht, aber bald zu klein. Ab 1835 bis 1857 residierte die Anstalt im alten Rathaus.
Das zweigeschossige repräsentative Gebäude von 1857 entstand an der damaligen Königstraße (ab 1945 Puschkinstraße) nach Plänen des Architekten Theodor Krüger und wurde 1890 von Georg Daniel nach Süden erweitert. Die reichhaltig verputzte neogotische Fassade erhielt sechs lebensgroße Skulpturen von Heinrich Petters nach Modellen von Georg Wiese als allegorische Figuren. Sie stellen die Tugenden wie Wohltätigkeit, Fleiß und Sparsamkeit dar und wurden als Zementgüsse hergestellt; ein damals relativ neues Verfahren. Die siebente Allegorie der Gelehrsamkeit am Westseiteneingang schuf 1901 Ludwig Brunow. Ein markantes höheres verziertes Gesims wird gegliedert durch die quadratischen Halbsäulen und erinnern an einen neuen, romantischen Tudorstil, wobei die Eckausbildung sehr prägend ist. Das Haus wurde nach 1990 gründlich saniert.
Im Vestibül befindet sich neben zwei herkömmlichen Reliefs ein später karikaturistisch verfremdetes Relief, bei dem eine Anspielung auf die Putzsucht vermutet wird: eine Frauengestalt mit dem Kopf Richard Wagners.
Heute (2020) befindet sich in dem Gebäude eine Zweigstelle der Sparkasse Mecklenburg-Schwerin mit der erhaltenen Kassenhalle und der alten Standuhr sowie dem historischen Tresorkeller mit verstärkten Wänden. Die Festspiele Mecklenburg-Vorpommern haben hier ihren Sitz und der Menuhinsaal mit einer Holzkassettendecke wird für Veranstaltungen genutzt.
Krüger entwarf in Schwerin auch die Paulskirche und sanierte viele Bauten u. a. Kirchen in Dömitz, Goldberg, Plate, Plau, Röbel/Müritz und Satow.